# Francesco Albani (kunstschilder)

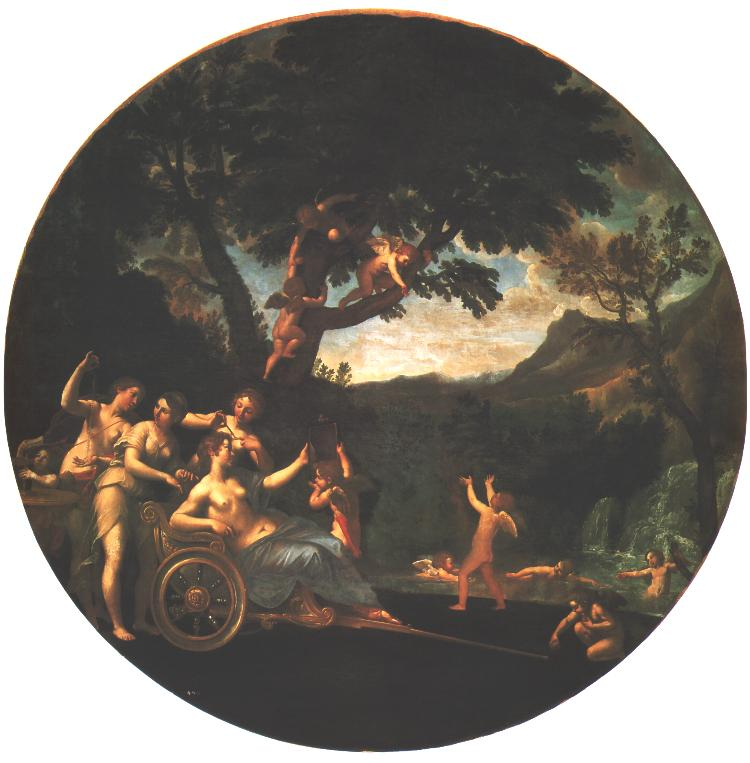
Badende Venus (1620)

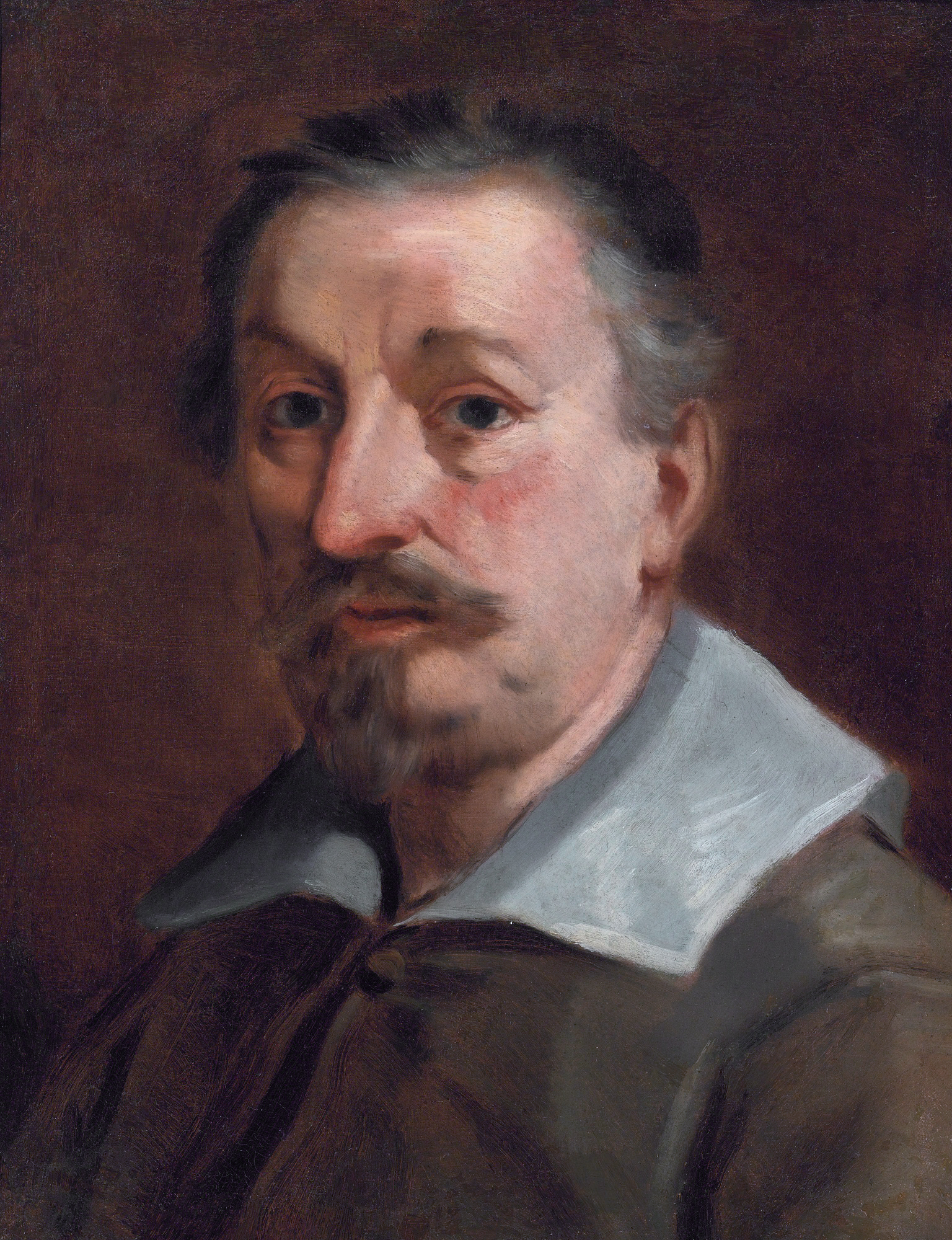
Francesco Albani

Francesco Albani (of Albano) (Bologna, 17 augustus 1578 – aldaar, 4 oktober 1660) was een  Italiaanse kunstschilder.
Hij was het tweede kind van Agostino en Elisabetta Torri. Zijn vader was zijdehandelaar en had graag gezien dat zijn zoon rechtenstudent zou worden. Na de dood van zijn vader in 1590 stortte Francesco zich echter helemaal op de schilderkunst en hij ging in Bologna in de leer bij de Vlaamse schilder Denis Calvaert, waarvan Guido Reni en Domenichino tezelfdertijd ook leerlingen waren. Hij werd spoedig verlaten door Calvaert en volledig aan de zorg van Guido overgelaten, en er ontstond een hechte vriendschap tussen hen.
Hij volgde Guido op aan de school van Annibale Carracci (vanaf ongeveer 1595); maar ten gevolge van wederzijdse rivaliteit begon hun vriendschap geleidelijk aan af te koelen. Zij waren lange tijd in een scherpe concurrentiestrijd verweven. Niettegenstaande deze rivaliteit, spraken zij nog over elkaar met hoogachting. Albani ging naar Rome, waar hij een academie opende en vele jaren verbleef. Hier schilderde hij tussen 1602 en 1607 naar ontwerpen van Annibale Carracci het geheel van fresco's in de kapel van San Diego in de kerk van San Giacomo degli Spagnoli.
Zijn beste fresco's zijn die over mythologische onderwerpen, waarvan een groot aantal in het Palazzo Verospi zijn, nu Palazzo Torlonia geheten. Na de dood van zijn vrouw keerde hij naar Bologna terug, waar hij voor een tweede keer huwde en bleef wonen tot zijn dood. Zijn vrouw en kinderen waren zeer mooi en dienden als modellen.
Een aantal van zijn werken zijn in Bologna gebleven en anderen zijn te bezichtigen in Florence, Louvre, Dresden en Sint-Petersburg. Onder het beste van zijn heilige onderwerpen zijn „St. Sebastiaan“ en een „Tenhemelopneming van de Maagd“ allebei in de kerk van San Sebastiano fuori le mure in Rome.
Carlo Cignani en Andrea Sacchi waren zijn studenten.
Albani's werken tonen vaak landschappen met figuren et mythologische onderwerpen (gezet in een arcadisch landschap). Hij kan worden beschouwd als een van de belangrijkste voorlopers van de moderne landschapsschilderkunst. Zijn stijl doet denken aan die van Nicolas Poussin en Claude Lorrain.
- Auckland Art Gallery Toi o Tāmaki: 7751
- Biblioteca Nacional de España: XX5098174
- Bibliothèque nationale de France: cb131807699 (data)
- Stuttgart Database of Scientific Illustrators 1450–1950: 3668
- Gemeinsame Normdatei: 119344483
- International Standard Name Identifier: 0000 0000 8344 4563
- KulturNav: e62a7319-e1f8-441b-9f17-eda10cfdaad6
- Library of Congress Control Number: n83301315
- Nationale Bibliotheek van Tsjechië: jn20011018110
- Nationale Bibliotheek van Israël: 987007515387605171
- Nationale Bibliotheek van Polen: a0000001971739
- Nederlandse Thesaurus van Auteursnamen: 14918574X
- RKD-Nederlands Instituut voor Kunstgeschiedenis: 865
- Istituto Centrale per il Catalogo Unico: UBOV120869
- LIBRIS: 325904
- SNAC: w68d0gm9
- Système universitaire de documentation: 035308893
- Union List of Artist Names: 500005860
- Virtual International Authority File: 69070806
- WorldCat: E39PBJvhqQTjqPPJcDmRmVrTHC